# Hmelivka, Volodîmîr-Volînskîi
Hmelivka (în ucraineană Хмелівка) este localitatea de reședință a comunei Hmelivka din raionul Volodîmîr-Volînskîi, regiunea Volînia, Ucraina.

## Demografie
Componența lingvistică a localității Hmelivka
     Ucraineană (99,38%)
     Alte limbi (0,42%)
Conform recensământului din 2001, majoritatea populației localității Hmelivka era vorbitoare de ucraineană (99,38%), existând în minoritate și vorbitori de alte limbi.